# Santa María (vulkán)
A Santa María egy aktív tűzhányó Guatemala délnyugati részén. 1902-ben történt kitörése a világtörténelem egyik legnagyobbja volt. A kicsé indiánok Gagxanulnak nevezik, ennek jelentése „meztelen hegy/tűzhányó”.

## Leírás
A Santa María Guatemala délnyugati részén, Quetzaltenango megye területén található, a megyeszékhelytől, Quetzaltenangótól körülbelül 10 km-re déli irányban, közel Retalhuleu és Suchitepéquez megyék határához. A 3772 méter magas, erdővel borított rétegvulkán kúpos krátere délnyugati irányban erősen lepusztult, ezen a részen a fő csúcstól 2,5 km távolságra található a Santiaguito nevű, aktív tevékenységet mutató mellékkráter.
1902. október 24-én, mintegy 500 évnyi „csend” után óriási erejű, nagy pusztítást végző kitörést produkált, ekkor keletkezett az azóta is aktív Santiaguito. A kitörés hangját még Costa Ricában is hallani lehetett. A 6000 ember életét követelő katasztrófa során keletkező füstoszlop 27–29 km magasságig szállt fel, a lehulló hamu valószínűleg mintegy 150 km²-es területet fedett be. 1922-től kezdve a mai napig folyamatosan aktív.
A vulkánra felvezető gyalogút a Quetzaltenango városától 7 km-re fekvő Llano del Pinal településről indul déli irányban. A feljutás átlagosan 3, a leereszkedés 2 óráig tarthat. Fentről számos másik tűzhányóra nyílik kilátás.

## Képek

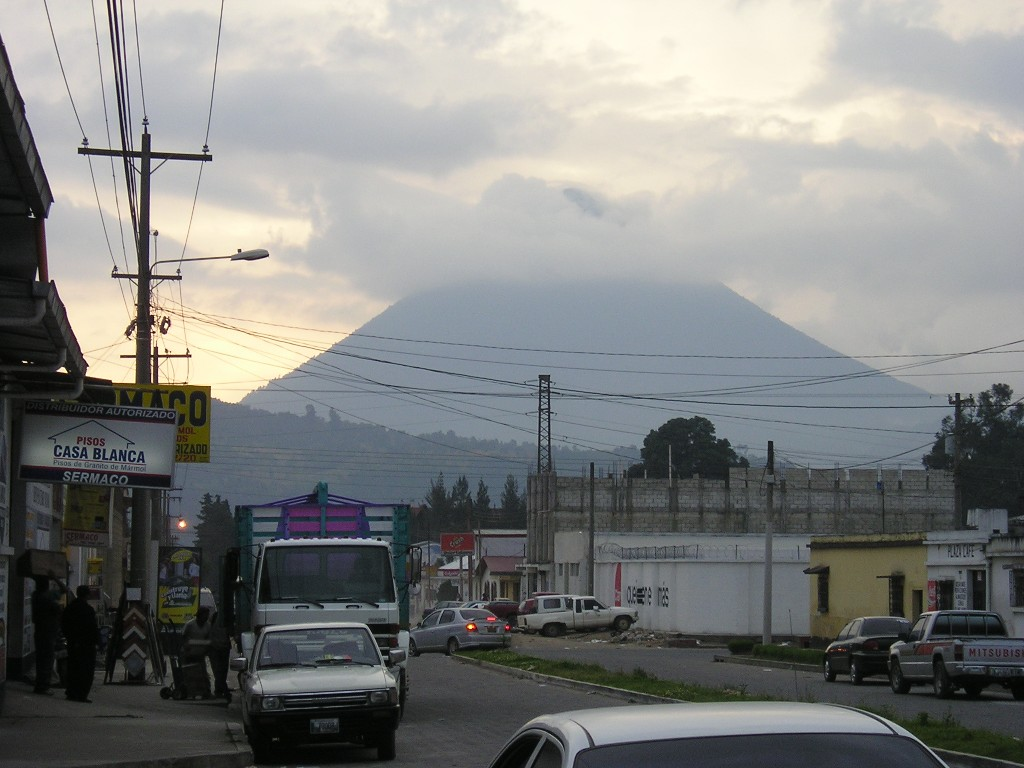
A hegy Quetzaltenango városából nézve
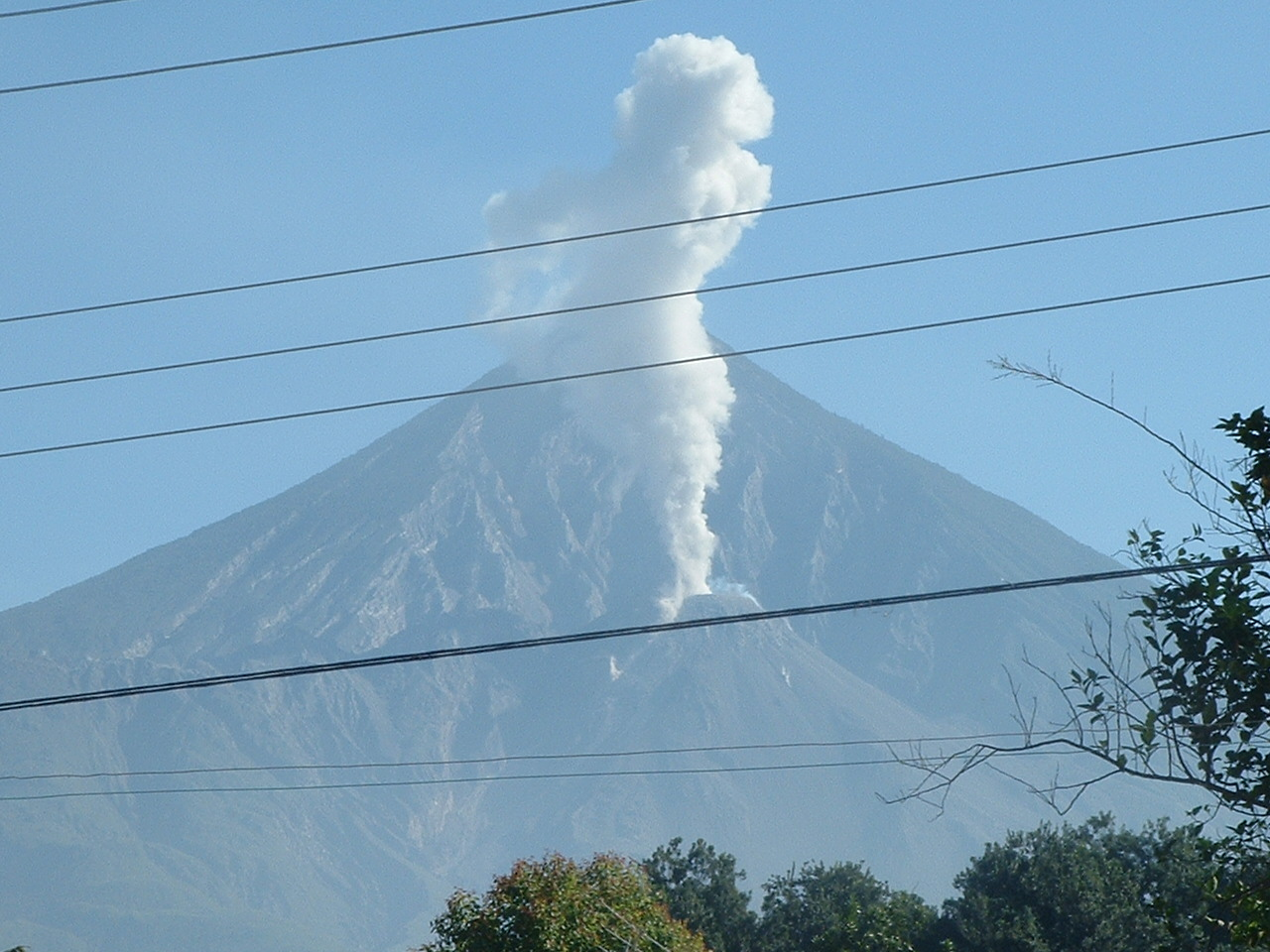
A Santiaguito 2002-es kitörése
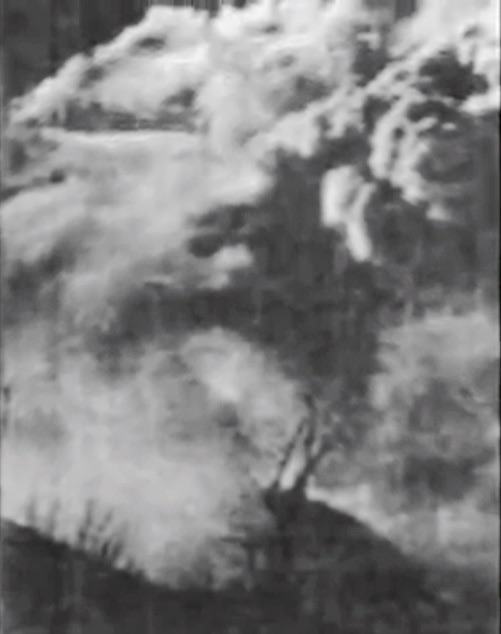
Az 1902-es kitörés
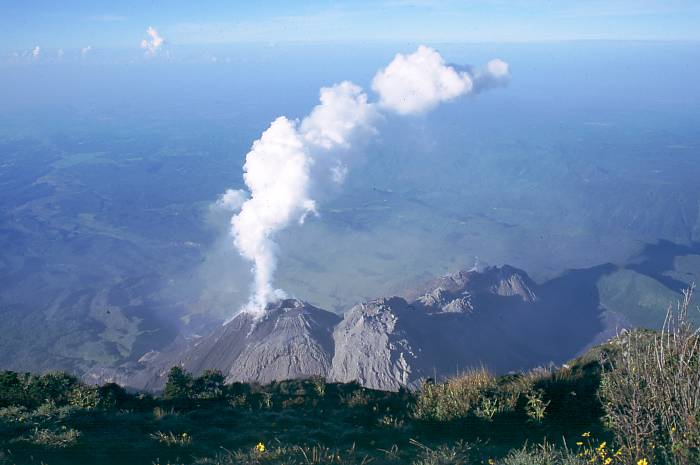
A Santiaguito a fő csúcsról nézve